# Club Deportivo Bullense
El Club Deportivo Bullense es un club de fútbol de España, de la localidad de Bullas (Murcia). Fue fundado en 1931 y participa actualmente en el Grupo XIII de la Tercera RFEF.

## Historia
El Club Deportivo Bullense fue fundado en 1931, teniendo su primer hogar en La Murta, donde juega sus primeros partidos. Años después se muda a lo que es hoy su casa, el estadio Nicolás de Las Peñas. 
Su trayectoria discurre en las categorías territoriales, hasta que a mediados de los noventa da el salto en Tercera División con un plantel de gran calidad, contando entre ellos al brasileño "Beto" Bianchi.
La exitosa etapa ve su final en la temporada 1999/2000, cuando la junta directiva decide vender su plaza y condenando al conjunto rojiblanco a su casi desaparición. En los años posteriores el club se centró en mantener sus divisiones inferiores, mientras que en la liga territorial se presentó el "Bullas C.F", manteniendo los colores históricos.
No sería hasta el año 2007 cuando, tras varias reuniones, se decide reunificar el club, manteniendo el nombre histórico de "Club Deportivo Bullense". Se conforma un sólido proyecto con la idea de devolver al club a la tercera división. La comisión directiva se encomienda al exjugador rojiblanco Paco Moreno, que completa una extraordinaria temporada consagrándose campeón y cosechando unos números espectaculares.
En 2010 el club cambia de mandos. Un nuevo equipo de trabajo toma las riendas con su técnico Antonio Gasero a la cabeza.
En la temporada 2011/12 el CD Bullense realizaría una excelente segunda vuelta, lo cual le permite acabar 4º en la categoría sin poder alcanzar el tercer puesto de play-offs para el ascenso. Debido a numerosos problemas económicos del Lorca Atlético Club de Fútbol, equipo que militaría en Segunda División B ese mismo año y que acabaría la temporada con el descenso a Tercera División, el equipo renunciaría la plaza de participar en dicha categoría y debido a ello, se haría realidad además el descenso a la Preferente Autonómica de la Región de Murcia. El CD Bullense tendría pues la posibilidad de comprar la plaza y conseguir el ascenso a dicha categoría 13 años después.
Actualmente el conjunto rojiblanco compite en el grupo XIII de la Tercera Federación.

## Uniforme
- Uniforme titular: Camiseta rojiblanca, pantalón negros y medias negras.
- Uniforme suplente: Camiseta azul, pantalón blanco y medias blancas.

## Palmarés
Temporada 1995/1996: Campeón Preferente, ascenso a 3ª División.

Temporada 2007/2008: Campeón Primera Territorial , ascenso a Preferente.

Temporada 2011/2012: Cuarta posición en Preferente, ascenso a 3ª División.

Temporada 2019/2020: Segunda posición en Preferente, ascenso a 3ª División.

## Máximos goleadores
Enrique Jiménez Ruiz alcanzó en la temporada 19/20 un suma de 20 goles. Lo que lo hace ser el máximo goleador del equipo Bullense.

### Trofeos amistosos
- Trofeo San Roque (Betanzos): (1) 2017